# Мока (округ)
Мока (англ. Moka) — округ Маврикия, расположенный в центре острова Маврикий. По состоянию переписи 2010 года, численность населения составляет 81 288 человек, район занимает площадь 230,5 км², плотность населения — 352,66 чел./км². Здесь находится Университет Маврикия.